# Mùa bão Tây Bắc Thái Bình Dương 2022
Mùa bão Tây Bắc Thái Bình Dương 2022 là một sự kiện mà theo đó các xoáy thuận nhiệt đới hình thành ở vùng phía Tây Bắc của Thái Bình Dương trong năm 2022, chủ yếu từ tháng 5 đến tháng 12, chủ yếu là các cơn bão hình thành trong phạm vi của Thái Bình Dương ở Bắc Bán Cầu và từ kinh tuyến 100 đến 180 độ. Bão nhiệt đới hình thành trên toàn Tây Bắc Thái Bình Dương sẽ được đặt tên bởi Cục Khí tượng Nhật Bản JMA. Áp thấp nhiệt đới được Trung tâm Cảnh báo Bão Liên hợp JTWC theo dõi sẽ có thêm hậu tố "W" phía sau số thứ tự của chúng. Áp thấp nhiệt đới trở lên hình thành hoặc di chuyển vào khu vực mà Philippines theo dõi cũng sẽ được đặt tên bởi Cục quản lý Thiên văn, Địa vật lý và Khí quyển Philippines (PAGASA). Đó là lý do đôi khi vì sao một cơn bão lại có hai tên gọi khác nhau.

## Dòng thời gian

### Tóm tắt

#### Trên toàn khu vực

Bão Malakas đang mạnh lên ở phía đông Yap trong khi Bão Megi đang tiến gần Visayas và sau đó dừng lại ở vịnh Leyte, gây ra lũ lụt lớn và sạt lở đất ở miền trung Philippines.

Hai tháng đầu năm 2022 tương đối yên tĩnh trên toàn khu vực Tây Bắc Thái Bình Dương. Vào tuần cuối cùng của tháng 3, một áp thấp nhiệt đới hình thành ở phía tây Palawan và hướng đến Việt Nam, và gán số hiệu 01W từ JTWC, nhưng hệ thống này không kéo dài và tan vào ngày hôm sau. Vào đầu tháng 4, 2 vùng nhiễu động ở phía Đông Philippines đã hình thành nên áp thấp nhiệt đới 02W và 03W. Không lâu sau 02W  mạnh lên thành bão Malakas, trở thành cơn bão đầu tiên của mùa bão. Nó cũng nhận được tên Basyang từ PAGASA, nhưng chỉ kéo dài 5 giờ bên trong khu vực trách nhiệm của Philippines. Trong khi 03W nhận được tên Agaton từ PAGASA và tấn công Guiuan lần đầu tiên ở phía đông Visayas trước khi di chuyển về phía tây và sau đó mạnh lên thành bão Megi. Megi đã mang lại lũ lụt và lở đất thảm khốc cho đất nước vì nó gần như đứng yên trong vịnh Leyte trước khi suy yếu dần. Megi sau đó tan vào ngày 13 tháng 4,  Còn Malakas thì mạnh lên Cấp 4 trong Thang bão Saffir-Simpson. Megi sau đó tan vào ngày 13 tháng 4, khi Malakas phát triển thành bão cấp 4 tương đương. Malakas sau đó bắt đầu suy yếu nhanh chóng khi nó đi về phía Đông Bắc và trở thành xoáy thuận ngoại nhiệt đới, và lưu vực này lặng đi trong phần còn lại của tháng 4. Không có cơn bão nào hình thành trong suốt tháng 5, với một áp thấp nhiệt đới nhỏ hình thành ở phía đông Mindanao vào ngày 30 tháng 5 và sau đó tan ngay trong ngày. 

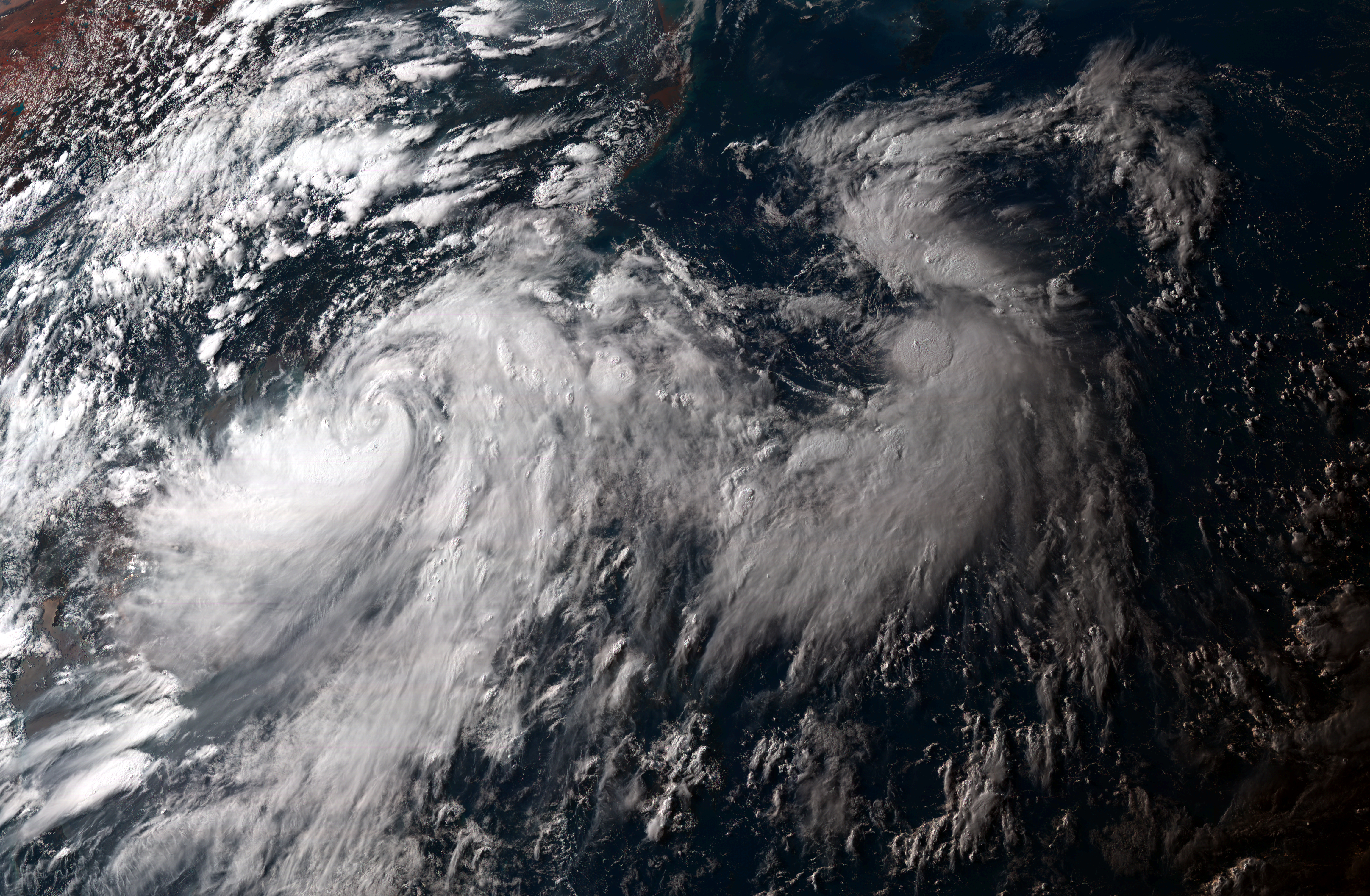
Bão Chaba đang tiếp tục mạnh lên ở biển Đông trong khi cơn bão Aere đang đi chuyển chậm về phía Bắc qua Biển Philippines.

Gần cuối tháng 6, một áp thấp nhiệt đới hình thành ở phía tây Luzon, nó được PAGASA đặt tên là Caloy. Ngày 29 tháng 6, Caloy đi vào biển Đông và ngày hôm sau, Caloy mạnh lên thành bão và được JMA đặt tên là Chaba, đó cũng là cơn bão đầu tiên được ghi nhận ở Việt Nam trong năm 2022. Cùng thời gian đó, một vùng thấp xuất hiện ở phía Đông Bắc Luzon đã được JTWC đưa ra Cảnh báo về sự hình thành bão nhiệt đới và được PAGASA đặt tên là Domeng. Hệ thống cuối cùng đã mạnh lên thành một cơn bão nhiệt đới, JMA đặt tên cho hệ thống là Aere. Chaba tiếp tục mạnh lên cho đến khi nó đạt đến trạng thái Bão nhiệt đới dữ dội khi Aere di chuyển về phía cực và đe dọa quần đảo Ryukyu của Nhật Bản. Chaba đã trở thành bão cấp 1 và tấn công Mậu Danh, Trung Quốc, đồng thời đánh chìm một tàu cẩu đi qua Hồng Kông gần đó. Aere đi qua Naha, Nhật Bản và suy yếu thành áp thấp nhiệt đới.

#### Trên biển Đông và đất liền Việt Nam
Kể từ năm 2021, phân loại bão và áp thấp nhiệt đới ở Việt Nam tại trang này cũng như các trang Mùa bão Tây Bắc Thái Bình Dương sẽ thực hiện theo đúng quy định được đặt ra tại Quyết định số 18/QĐ-TTg của Thủ tướng Chính phủ, ban hành ngày 22 tháng 4 năm 2021. Theo đó bão, ATNĐ ở nước ta gồm 05 cấp: Áp thấp nhiệt đới (cấp 6-7), Bão (bão thường, cấp 8-9), Bão mạnh (cấp 10-11), Bão rất mạnh (cấp 12-15), Siêu bão (từ cấp 16 trở lên); không có các từ "cuồng phong", "nhiệt đới" đi kèm đối với các cơn bão.
| Phân loại                  | Số lượng bão và ATNĐ theo tháng | Số lượng bão và ATNĐ theo tháng | Số lượng bão và ATNĐ theo tháng | Số lượng bão và ATNĐ theo tháng | Số lượng bão và ATNĐ theo tháng | Số lượng bão và ATNĐ theo tháng | Số lượng bão và ATNĐ theo tháng | Tổng |
| Phân loại                  | Tháng 6                         | Tháng 7                         | Tháng 8                         | Tháng 9                         | Tháng 10                        | Tháng 11                        | Tháng 12                        | Tổng |
| -------------------------- | ------------------------------- | ------------------------------- | ------------------------------- | ------------------------------- | ------------------------------- | ------------------------------- | ------------------------------- | ---- |
| ATNĐ (cấp 6-7)             | 0                               | 0                               | 1                               | 0                               | 1                               | 0                               | 0                               | 2    |
| Bão (bão thường) (cấp 8-9) | 0                               | 0                               | 1                               | 0                               | 1                               | 0                               | 0                               | 2    |
| Bão mạnh (cấp 10-11)       | 0                               | 0                               | 1                               | 0                               | 1                               | 0                               | 0                               | 2    |
| Bão rất mạnh (cấp 12-15)   | 1                               | 0                               | 0                               | 1                               | 1                               | 0                               | 0                               | 3    |
| Siêu bão (≥ cấp 16)        | 0                               | 0                               | 0                               | 0                               | 0                               | 0                               | 0                               | 0    |
| Tổng                       | 1                               | 0                               | 3                               | 1                               | 4                               | 0                               | 0                               | 9    |

| Bão số        | Tên quốc tế                     | Khu vực đổ bộ              | Tâm bão đi qua | Tâm bão đi qua                       | Thời gian vào bờ | Cấp gió lúc đổ bộ vào Việt Nam | Cấp bão mạnh nhất trên biển Đông | Các khu vực ảnh hưởng                      | Ghi chú |
| Bão số        | Tên quốc tế                     | Khu vực đổ bộ              | Tỉnh           | Trạm khí tượng/thủy văn gần bão nhất | Thời gian vào bờ | Cấp gió lúc đổ bộ vào Việt Nam | Cấp bão mạnh nhất trên biển Đông | Các khu vực ảnh hưởng                      | Ghi chú |
| ------------- | ------------------------------- | -------------------------- | -------------- | ------------------------------------ | ---------------- | ------------------------------ | -------------------------------- | ------------------------------------------ | ------- |
| 1             | Chaba                           | Miền Nam Trung Quốc        | -              | -                                    | 2/7              | -                              | Cấp 12                           | -                                          | -       |
| 2             | Mulan                           | Bắc Bộ                     | Quảng Ninh     | Tiên Yên (h. Tiên Yên)               | 11/8             | Cấp 6                          | Cấp 8                            | Bắc Bộ và Thanh Hóa                        | -       |
| 3             | Ma-on                           | Bắc Bộ                     | Quảng Ninh     | Móng Cái (tp. Móng Cái)              | 25/8             | Cấp 7-8                        | Cấp 11                           | Bắc Bộ và Thanh Hóa                        | [ 2 ]   |
| 4             | Noru                            | Trung Trung Bộ             | Quảng Nam      | Hội An (tp. Hội An)                  | 28/9             | Cấp 10-11                      | Cấp 15                           | Trung Bộ Tây Nguyên                        | -       |
| 5             | Sonca                           | Trung Trung Bộ             | Quảng Ngãi     | Quảng Ngãi (tp. Quảng Ngãi)          | 15/10            | Cấp 6                          | Cấp 8                            | Trung Trung Bộ Nam Trung Bộ Bắc Tây Nguyên | -       |
| 6             | Nesat                           | Tan ở phía Nam Vịnh Bắc Bộ | -              | -                                    | -                | -                              | Cấp 12                           | -                                          | -       |
| 7             | Nalgae                          | Miền Nam Trung Quốc        | -              | -                                    | 03/11            | -                              | Cấp 11                           | -                                          | -       |
| ATNĐ          |                                 |                            |                |                                      |                  |                                |                                  |                                            |         |
| ATNĐ tháng 8  | 08W Số hiệu JTWC                | Miền Nam Trung Quốc        | -              | -                                    | 4/8              | Cấp 6                          | Cấp 6                            | Bắc Bộ Bắc Trung Bộ                        | -       |
| ATNĐ tháng 10 | Obet Tên địa phương Philippines | -                          | -              | -                                    | -                | Cấp 6                          | Cấp 6                            | -                                          | -       |

*Ghi chú
1. ↑   Lấy theo cấp gió của Trung tâm Dự báo khí tượng thủy văn quốc gia Việt Nam.

## Danh sách các xoáy thuận nhiệt đới

### Áp thấp nhiệt đới 01W
Cấp bão (Việt Nam): <Cấp 6 - Vùng áp thấp
Cấp bão (Nhật Bản): 25 kt - 1006 hPa - Áp thấp nhiệt đới
Cấp bão (Hoa Kỳ): 35 kt - Bão nhiệt đới
- JMA bắt đầu theo dõi một nhiễu động nhiệt đới ở khu vực quần đảo Trường Sa đã phát triển thành áp thấp nhiệt đới lúc 18:00 UTC ngày 29 tháng 3. Vào lúc 21:00 UTC cùng ngày, JTWC cũng đã ban hành Cảnh báo về sự hình thành xoáy thuận nhiệt đới (TCFA) cho vùng áp thấp. Vào ngày hôm sau, cơ quan này đã ban hành cảnh báo đầu tiên về áp thấp nhiệt đới 01W và cũng là cảnh báo cuối cùng khi hệ thống nhanh chóng đổ bộ vào đất liền các tỉnh Phú Yên - Khánh Hòa.
- Nước ta chỉ công nhận ATNĐ này là vùng áp thấp, không tính vào danh sách xoáy thuận trên biển Đông trong năm 2022. Tại miền Trung, mưa lũ do áp thấp đã khiến 2 người thiệt mạng, 1 người mất tích và 5 người bị thương. Mưa lũ cũng khiến 2 ngôi nhà bị sập, 47 nhà tốc mái và 229 thuyền ghe bị chìm.[3]

### Bão Malakas (Basyang)
Cấp bão Nhật Bản: 90 kt  - 945 hPa - Bão cuồng phong
Cấp bão Hoa Kỳ: 105 kt - 949 hPa - Bão cuồng phong cấp 3
Cấp bão Hàn Quốc: 43 m/s - Bão rất mạnh
Cấp bão Trung Quốc: 52 m/s - 940 hPa - Siêu bão
- JTWC lần đầu tiên ghi nhận sự tồn tại của nhiễu động nhiệt đới vào ngày 3 tháng 4. Các điều kiện thuận lợi gần hệ thống đã giúp nó phát triển, với việc JMA công nhận hệ thống là một áp thấp nhiệt đới vào ngày 6 tháng 4. Sau đó trong ngày, JTWC đã cấp TCFA cho hệ thống. Ngày hôm sau, JTWC công nhận hệ thống này là một áp thấp nhiệt đới và gắn số hiệu 02W. Vào lúc 21:00 UTC, JTWC sau đó đã nâng cấp nó thành một cơn bão nhiệt đới. Vào ngày 8 tháng 4, hệ thống này phát triển thành một cơn bão nhiệt đới và được JMA đặt tên là Malakas. Malakas tiếp tục di chuyển qua Thái Bình Dương, và bắt đầu mạnh dần lên, trở thành một cơn bão nhiệt đới nghiêm trọng vào ngày 11 tháng 4, sau đó là một cơn bão vào ngày 12 tháng 4. Cùng lúc đó, nó đi vào Khu vực trách nhiệm của Philippines (PAR), tên địa phương là Basyang từ PAGASA lúc 03:00 UTC. Malakas sau đó nán lại một lúc ở biên giới của PAR trước khi cuối cùng rời đi 5 giờ sau đó, trong khi mạnh lên thành bão cấp 2 tương đương. Malakas sau đó tiếp tục mạnh lên, đạt trạng thái tương đương cấp 3 vào sáng ngày 13 tháng 4 và bão tương đương cấp 4 vào trưa ngày hôm đó, đạt cường độ cao nhất. Ngày hôm sau, Malakas suy yếu thành bão tương đương cấp 3 do cấu trúc mắt của nó bị suy giảm.. Ngày 14/4 bão tiếp tục suy yếu, JMA cập nhật rằng bão chuyển thành trạng thái ngoại nhiệt đới với cấu trúc bị xé ra, trở thành xoáy thuận front.
- Tên bão Malakas (nghĩa trong tiếng Philippines là "mạnh mẽ") đã bị khai tử mặc dù nó không gây ra tác động đáng kể nào. Lí do tên bão bị khai tử là từ này trong tiếng Hy Lạp là một từ lóng mang nghĩa tục tĩu là "thằng khốn". Văn phòng Khí tượng Anh (Met Office) đã có ý kiến về tên bão này từ năm 2016 nhưng lúc đó Ủy ban Bão không có phản hồi.[4]

### Bão Megi (Agaton)
Cấp bão Nhật Bản: 40 kt - 996 hPa - Bão nhiệt đới
Cấp bão Hoa Kỳ: 40 kt - Bão nhiệt đới
Cấp bão Philippines: 75 km/h - Bão nhiệt đới mạnh
Bão Megi gây thiệt hại rất lớn cho khu vực Trung Nam Philippines với 220 người chết cùng hơn 100 người mất tích tính tới thời điểm hiện tại.

### Bão Chaba (Caloy) - Bão số 1
Cấp bão Việt Nam: 70 kt (130 km/h) - Bão rất mạnh - 965 hPa.
Cấp bão Nhật Bản: 70 kt - 965 hPa - Bão cuồng phong.
Cấp bão Hoa Kỳ: 75 kt - Bão cuồng phong cấp 1.
Cấp bão Trung Quốc: 38 m/s (Cấp 13) - 960 hPa - Bão cuồng phong.(đánh giá vào năm 2023)
Cấp bão Ma Cao: 125 km/h - Bão cuồng phong
Cấp bão Thái Lan: 70 kt (130 km/h) - Bão cuồng phong
Cấp bão Đài Loan: 35 m/s - Bão mạnh.
Cấp bão Hồng Kông: 120 km/h - Bão cuồng phong.
Cấp bão Hàn Quốc: 32 m/s - Bão trung bình
Cấp bão Philippines: 55 km/h (rời khỏi PAR 28/6/2022).
Chiều 2/7/2022, bão số 1 đổ bộ vào Trung Quốc. Tại Việt Nam, bão gây gió mạnh cho khu vực Đông Bắc nước ta trong ngày 02/7, cụ thể: Bạch Long Vĩ đã có gió mạnh cấp 7, giật cấp 9, tại Phù Liễn (Hải Phòng) có gió mạnh cấp 8, giật cấp 10, tại Uông Bí (Quảng Ninh) có gió mạnh cấp 6, giật cấp 8, tại Bãi Cháy (Quảng Ninh) có gió cấp 7 giật cấp 8, tại Thái Thụy (Thái Bình) có gió mạnh cấp 6.
Từ chiều tối ngày 02/7 đến sáng ngày 03/7, do ảnh hưởng hoàn lưu phía Tây của bão số 1 nên ở phía Đông Bắc Bộ có mưa vừa và dông, có nơi mưa to với lượng mưa phổ biến 20-40mm, có nơi lớn hơn như: Thủy Nguyên (Hải Phòng) 53mm, Minh Quang (Vĩnh Phúc) 51mm, Đan Hội (Bắc Giang) 51mm, Đại Từ (Thái Nguyên) 50mm,...

### Bão Aere (Domeng)
Cấp bão Nhật Bản: 45 kt - 994 hPa - Bão nhiệt đới
Cấp bão Hoa Kỳ: 45 kt - Bão nhiệt đới
Cấp bão Trung Quốc: 23 m/s (Cấp 9) - 990 hPa - Bão nhiệt đới
Cấp bão Đài Loan: 20 m/s - Bão nhiệt đới
Cấp bão Hàn Quốc: 20 m/s - Bão nhiệt đới yếu
Vào ngày 30 tháng 6, JTWC bắt đầu ban hành TCFAs cho một vùng nhiễu động nhiệt đới ở Biển Philippine, cách Căn cứ Không quân Kadena của Nhật Bản khoảng 530 hải lý (980 km; 610 mi) về phía nam-đông nam. Vào lúc 14:00 PHT (06:00 UTC), PAGASA nhận ra sự phát triển của nhiễu động và đã trở thành áp thấp nhiệt đới, bắt đầu phát bản tin về xoáy thuận nhiệt đới và đặt tên cho hệ thống là Domeng. JMA xác nhận cơn bão là áp thấp nhiệt đới lúc 12:00 UTC cùng ngày; JTWC theo dõi ngay sau đó. Vào ngày hôm sau, Cơ quan Khí tượng Nhật Bản đã nâng cấp Domeng thành một cơn bão nhiệt đới và đặt tên nó là Aere vì nó nằm ở phía đông Batanes. Sau đó Aere tiếp tục di chuyển về phía bắc và vào lúc 03:00 UTC ngày 2 tháng 7, Aere rời Khu vực trách nhiệm của Philippines; PAGASA đã phát hành bản tin cuối cùng về cơn bão ngay sau đó. Cuối ngày hôm đó, Aere đổ bộ lên Okinawa.  Vào ngày 3 tháng 7 lúc 09:00 UTC, JTWC đã hạ cấp Aere thành áp thấp nhiệt đới. Tuy nhiên, ba ngày sau, JTWC phát hành một bản tin không chính thức khác, phân loại lại vùng nhiễu động này là một cơn bão cận nhiệt đới, với áp suất ước tính là 1000 hPa.

### Bão Songda
Cấp bão Nhật Bản: 40 kt - 996 hPa - Bão nhiệt đới
Cấp bão Hoa Kỳ: 30 kt - Áp thấp nhiệt đới
Cấp bão Trung Quốc: 18 m/s - Bão nhiệt đới
Cấp bão Đài Loan: 18 m/s - Bão nhiệt đới
‎Vào ngày 26 tháng 7, một vùng áp thấp đã phát triển thành một áp thấp nhiệt đới ở phía tây bắc quần đảo Mariana. ‎

### Bão Trases (Ester)
‎Một vùng áp thấp từ một con quay gió mùa khổng lồ đã phát triển thành một áp thấp nhiệt đới ở phía đông nam quần đảo Ryukyu vào ngày 29 tháng 7. ‎‎ PAGASA đã làm theo trong việc nâng cấp nó, sau đó đặt tên cho hệ thống là ‎‎Ester‎‎. ‎‎ Ester thường di chuyển về phía bắc trên ‎‎Biển Philippines‎‎, duy trì sức mạnh của nó như đã làm như vậy. Ester sau đó đã rời khỏi ‎‎Khu vực Trách nhiệm Philippines của‎‎ ‎‎PAGASA‎‎ trước 5 giờ sáng PHT vào ngày 31 tháng XNUMX, và cơ quan này đã đưa ra lời khuyên cuối cùng của họ về nó. Khi Ester gần đến ‎‎quần đảo Okinawa‎‎, ‎‎Cơ quan Khí tượng Nhật Bản‎‎ đã nâng cấp nó thành một cơn bão nhiệt đới, và nó được đặt tên là ‎‎Trases‎‎, thay thế ‎‎sarika (Karen)‎‎ năm 2016. ‎
‎Trases sau đó đi qua Okinawa‎‎, và sau đó đổ bộ vào ‎‎đảo Jeju‎‎, và ‎‎Trung tâm Cảnh báo Bão Chung‎‎ đã đưa ra ‎‎Cảnh báo hình thành bão nhiệt đới (TCFA)‎‎. Sau đó, họ nâng cấp Trases thành áp thấp nhiệt đới, và đặt tên là 07W.‎

### Áp thấp nhiệt đới 08W
Cấp bão Nhật Bản: 25 kt - 1002 hPa - Áp thấp nhiệt đới
Cấp bão Hoa Kỳ: 25 kt - Áp thấp nhiệt đới
Cấp bão Trung Quốc: 55 km/h - 1002 hPa - Áp thấp nhiệt đới
‎Áp thấp nhiệt đới 08W tấn công ‎‎huyện Huệ Đông, Quảng Đông‎‎ vào sáng ngày 4 tháng 8, theo ‎‎Cục Khí tượng Trung Quốc‎‎. ‎

### Bão Mulan - Bão số 2
Cấp bão Việt Nam: Cấp 9 - Bão thường - 996 hPa
Cấp bão Nhật Bản: 35 kt - 996 hPa - Bão nhiệt đới
Cấp bão Hoa Kỳ: 30 kt - Áp thấp gió mùa
Cấp bão Trung Quốc: 20 m/s (Cấp 8) - 995 hPa - Bão nhiệt đới (đánh giá vào năm 2023; trước đó cho rằng là 23m /s -  cấp 9)
Cấp bão Hồng Kông: 75 km/h - Bão nhiệt đới
Cấp bão Đài Loan: 18 m/s - Bão nhiệt đới
Cấp bão Hàn Quốc: 18 m/s - Bão nhiệt đới yếu
Ngày 05/8, một vùng áp thấp hình thành trên vùng biển phía Đông Philippines, vượt qua đảo Luzon đi vào biển Đông, đi chuyển hướng Tây Tây Bắc về phía quần đảo Hoàng Sa. Đến ngày 08/8, vùng áp thấp mạnh lên thành áp thấp nhiệt đới; hầu như ít dịch chuyển, sau dịch chuyển chậm dần theo hướng Bắc. Đến ngày 09/8, ATNĐ mạnh lên thành bão, cơn bão số 2 năm 2022 và tên quốc tế Mulan. Sau đó, bão dịch chuyển dần về phía Bắc Tây Bắc, rồi Tây Bắc, mạnh dần lên. Đến ngày 10/8, bão mạnh lên cấp 8-9, giật cấp 11, đi qua eo Quỳnh Châu vào Vịnh Bắc Bộ, chuyển hướng Tây Tây Bắc. Đêm 10/8, khi đi vào vùng biển tỉnh Quảng Ninh, bão suy yếu thành ATNĐ, sáng sớm 11/8 (khoảng 4-5h) ATNĐ đổ bộ vào đất liền tỉnh Quảng Ninh (tâm ATNĐ đi qua trạm khí tượng Tiên Yên, huyện Tiên Yên), sau đó suy yếu nhanh thành một vùng áp thấp trên khu vực Đông Bắc Bắc Bộ.
Do ảnh hưởng của bão số 2, tại đảo Bạch Long Vĩ đã có gió mạnh cấp 7, giật cấp 8; vùng ven biển Quảng Ninh-Hải Phòng có gió mạnh cấp 5, giật cấp 6.
Trong suốt quá trình hình thành và phát triển của bão Mulan, Trung tâm Cảnh báo Bão Liên hợp (Hải quân Hoa Kỳ) không công nhận xoáy thuận nhiệt đới, không cấp số hiệu, chỉ coi là một áp thấp gió mùa, dù đã ban hành TCFA (Cảnh báo về sự hình thành xoáy thuận nhiệt đới).

### Bão Meari
Cấp bão Nhật Bản: 40 kt - 994 hPa - Bão nhiệt đới
Cấp bão Hoa Kỳ: 35 kt - Bão nhiệt đới
Cấp bão Trung Quốc: 20 m/s - 998 hPa - Bão nhiệt đới
Cấp bão Hồng Kông: 75 km/h - Bão nhiệt đới
Cấp bão Đài Loan: 20 m/s - Bão nhiệt đới
Cấp bão Hàn Quốc: 19 m/s - Bão yếu
‎Một vùng áp thấp phát triển thành áp thấp nhiệt đới ở phía tây bắc ‎‎Iwo Jima‎‎ vào ngày 10 tháng 8.
Vào ngày 9 tháng 8, một vùng nhiễu động nhiệt đới đã được tạo ra ở vùng biển phía bắc-đông bắc của Đảo đá Pajaros và Phòng thí nghiệm Nghiên cứu Hải quân Hoa Kỳ đã đánh số hiệu nhiễu động là 90W. Vào lúc 9 giờ sáng ngày 10 tháng 8, Cơ quan Khí tượng Nhật Bản đã nâng cấp nó thành áp thấp nhiệt đới với sức gió  và đưa ra cảnh báo sẽ mạnh lên thành bão trong 24 giờ. Đến 3 giờ chiều ngày 11 tháng 8, Trung tâm Cảnh báo Bão Liên hợp đã nâng cấp nó thành áp thấp nhiệt đới và gán cho nó là áp thấp nhiệt đới 09W. Vào lúc 9 giờ tối, Trung tâm Cảnh báo Bão Liên hợp là cơ quan đầu tiên nâng cấp nó lên thành bão nhiệt đới.Đến 3 giờ sáng ngày 12 tháng 8, Cơ quan Khí tượng Nhật Bản đã nâng cấp nó thành bão nhiệt đới, mang số hiệu quốc tế là 2208 và đặt tên là "Meari" và lúc 3 giờ sáng ngày hôm sau thì cho biết bão tăng cường độ lên 40 kt, có thể là do lực baronbilic. Vào lúc 3 giờ chiều ngày 13 tháng 8, Trung tâm Cảnh báo Bão Liên hợp đã hạ cấp nó thành áp thấp nhiệt đới dựa vào hình ảnh vệ tinh khi bão đã đổ bộ vào đất liền  trong khi Cơ quan khí tượng Nhật Bản cho rằng bão vẫn giữ nguyên cường độ.  Lúc 6:30 chiều, Cơ quan Khí tượng Nhật Bản cho biết bão đổ bộ vào bán đảo Izu ở tỉnh Shizuoka, gây mất điện cho khoảng 10.000 hộ gia đình.Lượng mưa 110mm mưa đã được ghi nhận ở đảo Izu Oshima trong một giờ. Tỉnh Shizuoka ghi nhận lượng mưa hơn 300 mm trong 48 giờ. Vào lúc 3 giờ sáng ngày 14 tháng 8, Trung tâm Cảnh báo Bão Liên hợp đã đưa ra cảnh báo cuối cùng cho biết bão chuyển thành xoáy thuận ngoại nhiệt đới sức gió tăng lên.Lúc 9 giờ tối, Cơ quan Khí tượng Nhật Bản cho biết Meari đã biến đổi thành một xoáy thuận ngoại nhiệt đới.‎

### Bão Ma-on (Florita) - Bão số 3
Cấp bão Nhật Bản: 55 kt - 985 hPa - Bão nhiệt đới dữ dội
Cấp bão Hoa Kỳ:  65 kt - Bão cấp 1
Cấp bão Việt Nam: 111 km/h - Cấp 11 - Bão mạnh - 985 hPa
Cấp bão Trung Quốc: 35 m/s - Cấp 12 - 970 hPa - Bão cuồng phong (đánh giá lúc đổ bộ vào Trung Quốc cấp 11; trước đó cho rằng là cấp 12)
Cấp bão Hồng Kông:  120 km/h  - Bão cuồng phong
Cấp bão Đài Loan: 28 m/s - Bão nhiệt đới dữ dội
Cấp bão Hàn Quốc: 29 m/s - Bão trung bình
Cấp bão Philippines: 110 km/h (giật 185 km/h) - Bão nhiệt đới dữ dội
Do ảnh hưởng của hoàn lưu cơn bão tại Quảng Tây, có tổng cộng 150 trấn và hương thuộc 58 huyện, quận hoặc thành phố cấp huyện đã ghi nhận gió giật từ cấp 8 trở lên, 9 trấn và hương tại 3 huyện và quận thuộc Khâm Châu và Phòng Thành Cảng ghi nhận lượng mưa trên 250 mm. Tại trấn Na Thoa (Phòng Thành, Phòng Thành Cảng) ghi nhận gió giật mạnh 38,5 m/s (cấp 13) và tổng lượng mưa tích luỹ từ 20:00 ngày 24 đến 20:00 ngày 26 (giờ CST) do hoàn lưu cơn bão gây ra đạt 341,9 mm.

Do ảnh hưởng của bão số 3, đảo Bạch Long Vĩ có gió mạnh 19 m/s (cấp 8), giật 24 m/s (cấp 9), đảo Cô Tô có gió mạnh 16 m/s (cấp 7) giật 26 m/s (cấp 10), trạm khí tượng Quảnh Hà có gió mạnh 17 m/s (cấp 7) giật 26 m/s (cấp 10). Các nơi khác ở ven biển Quảng Ninh-Hải Phòng gió mạnh cấp 6-7 giật cấp 8-9. Cũng do ảnh hưởng của hoàn lưu bão số 3 sau suy yếu thành ATNĐ rồi thành vùng áp thấp trên khu vực vùng núi phía Bắc nên từ sáng ngày 25/8 đến ngày 26/8, ở Bắc Bộ có mưa to, có nơi mưa rất to và dông với lượng mưa phổ biến (tính từ 07h/25/8 đến 13h/26/8) từ 100-200mm, có nơi trên 220mm; riêng khu vực Quảng Ninh 150-300mm, có nơi trên 300mm. Một số nơi có lượng mưa lớn như: Cẩm Phả (Quảng Ninh) 441mm, Than Hòn Gai (Quảng Ninh) 385mm, Tiên Yên (Quảng Ninh) 395mm, Kỳ Lâm (Tuyên Quang) 255mm, Lương Nha (Phú Thọ) 241mm, Phù Liễn (Hải Phòng) 232mm, Hải Dương 222mm,...

### Bão Tokage
Cấp bão Nhật Bản: 75 kt -  970 hPa - Bão cuồng phong
Cấp bão Hoa Kỳ: 95 kt - Bão cấp 2
Cấp bão Trung Quốc: 42 m/s - 955 hPa - Bão cuồng phong dữ dội
Cấp bão Đài Loan: 35 m/s - Bão cuồng phong
Cấp bão Hàn Quốc: 37 m/s - Bão mạnh
‎Vào ngày 21 tháng 8, JMA lưu ý rằng một áp thấp nhiệt đới đã hình thành ở phía đông bắc đảo ‎‎Guam‎‎. ‎‎ Trong một môi trường thuận lợi của nhiệt độ bề mặt biển ấm áp, gió cắt thấp và dòng chảy cực rất tốt, hệ thống nhanh chóng tăng cường để trở thành Cơn bão nhiệt đới Tokage vào đầu ngày hôm sau. ‎‎ Di chuyển theo hướng bắc-tây bắc, Tokage sẽ mạnh lên thành một cơn bão nhiệt đới nghiêm trọng sau đó cùng ngày,‎‎ và đến 09:00 UTC vào ngày 23 tháng 8, JTWC đã nâng cấp Tokage thành một cơn bão, với JMA theo sau 3 giờ sau đó. 
‎

### Bão Hinnamnor (Henry)
Cấp bão Nhật Bản: 105 kt - 920 hPa - Siêu Bão
Cấp bão Hoa Kỳ: 145 kt - Siêu bão cấp 5 (nâng đỉnh thứ 2 lên 145 kt và hạ đỉnh thứ nhất xuống 135 kt)
Cấp bão Trung Quốc: 62 m/s - 915 hPa - Siêu bão (đỉnh thứ nhất và đỉnh thứ hai: 62 m/s - 915 hPa; đỉnh thứ ba: 55 m/s - 920 hPa)
Cấp bão Hồng Kông; 240 km/h - Siêu bão
Cấp bão Đài Loan: 55 m/s - Bão cuồng phong
Cấp bão Hàn Quốc: 55 m/s - Bão siêu mạnh
‎Vào ngày 27 tháng 8, JTWC bắt đầu theo dõi một sự xáo trộn nằm cách ‎‎Iwo Jima‎‎ 461 ‎‎hải lý‎‎, mà họ dán nhãn ‎‎Invest 90W.‎‎ Sau khi tổ chức, cơ quan này đã ban hành ‎‎Cảnh báo hình thành bão nhiệt đới‎‎ (TCFA) vào lúc 04:10 UTC ngày hôm sau. ‎‎ 6 giờ sau, nó mạnh lên thành một cơn bão nhiệt đới, được JMA đặt tên là ‎‎Hinnamnor‎‎. ‎‎ Di chuyển về phía tây, Hinnamnor tăng cường đều đặn, đạt được sức gió ‎‎tương đương cấp 1‎‎ là 75 kt (90 mph, 144 km/h) vào ngày 29 tháng 8. ‎‎ Cùng lúc đó, JMA đã nâng cấp Hinnamnor thành một cơn bão. ‎‎ Hệ thống đã trải qua ‎‎quá trình tăng cường nhanh chóng‎‎, và tiến hành đạt được sức gió tương đương Loại 3 vào lúc 12:00 UTC cùng ngày. ‎‎ Nhanh chóng mạnh lên trong đêm, cơn bão đạt đỉnh với sức gió tương đương cấp 5 là 140 hải lý một giờ (160 dặm / giờ, 260 km / h), với áp suất tối thiểu là 920 hPa (27,16 inHg) với mắt lỗ kim. ‎‎ Hinnamnor suy yếu sau một chu kỳ thay thế thành mắt, và chậm lại khi nó đến gần ‎‎Okinawa‎‎. Khi nó dừng lại ở phía nam tỉnh, cơn bão lại mạnh lên, với một CDO dữ dội hình thành cùng với một con mắt lớn hơn. Vào thời điểm này, sức gió JTWC ước tính là 140 kt (160 mph, 260 km/h), và áp suất là 915 hPa (27,01 inHg).
Do ảnh hưởng của bão, tại Maldo có gió mạnh 33,1 m/s giật 38 m/s (cấp 12 giật cấp 13), trạm Gosan có gió mạnh 37,5 m/s giật 42,5 m/s (cấp 13 giật cấp 14).

Tên Hinnamnor bão đã bị khai tử vào năm 2023 do bão gây thiệt hại lớn cho Hàn Quốc.

### Áp thấp nhiệt đới 13W (Gardo)
Cấp bão Nhật Bản: 30 kt - 998 hPa - Áp thấp nhiệt đới
Cấp bão Hoa Kỳ: 30 kt - Áp thấp nhiệt đới
Cấp bão Đài Loan: 15 m/s - Áp thấp nhiệt đới
Cấp bão Philippines: 45 km/h - Áp thấp nhiệt đới
Vào ngày 30 tháng 8 lúc 00:00 UTC, JMA bắt đầu theo dõi một áp thấp nhiệt đới di chuyển về phía tây.  Vài giờ sau, PAGASA đã đặt cho nó cái tên địa phương là Gardo do nó nằm trong khu vực trách nhiệm của họ.  JTWC đã ban hành một TCFA cho hệ thống, và sau đó sẽ nâng cấp hệ thống thành áp thấp nhiệt đới, chỉ định nó là 13W. Do tương tác với cơn bão Hinnamnor, cấu trúc của 13W đã bị xé toạc. Vào ngày 1 tháng 9, JMA, JTWC và PAGASA đã đưa ra cảnh báo cuối cùng của họ về hệ thống khi nó được sáp nhập vào Hinnamnor. 

### Bão Muifa (Inday)
Cấp bão Nhật Bản: 85 kt - 950 hPa - Bão cuồng phong
Cấp bão Hoa Kỳ: 110 kt - Bão cấp
Cấp bão Trung Quốc: 50 m/s (cấp 15) - 940 hPa - Bão cuồng phong dữ dội
Cấp bão Hồng Kông: 175 km/h - Bão cuồng phong dữ dội
Cấp bão Đài Loan: 43 m/s - Bão cuồng phong

Cấp bão Philippines: 165 km/h - Bão cuồng phong 

### Bão Merbok
Cấp bão Nhật Bản: 70 kt - 965 hPa - Bão cuồng phong
Cấp bão Hoa Kỳ: 70 kt - Bão cấp 1
Cấp bão Trung Quốc: 38 m/s - 965 hPa - Bão cuồng phong
Cấp bão Đài Loan: 35 m/s - Bão cuồng phong
Cấp bão Hàn Quốc: 37 m/s - Bão mạnh
Vào 00:00 UTC ngày 9 tháng 9, JMA theo dõi một áp thấp nhiệt đới yếu đã phát triển ở phía tây Đảo Wake. JMA đã hạ cấp hệ thống xuống vùng áp thấp sau đó. Tuy nhiên, vào ngày hôm sau, JMA lại nâng cấp lại hệ thống thành áp thấp nhiệt đới. JTWC bắt đầu đưa ra các lời khuyên, chỉ định nó là 15W. Trong bản tin thứ năm của mình, JTWC tuyên bố rằng 15W đã trở thành một "cơn bão nhiệt đới" khi nó đạt vận tốc 65 km / h (40 dặm / giờ; 35 kn) với sức gió duy trì trong một phút. JMA đặt tên cho nó là Merbok, vì đã đạt được sức gió duy trì trong 10 phút ở tốc độ 65 km / h (40 dặm / giờ). Theo bản tin của JMA, vài giờ sau, cơn bão đạt tới trạng thái của một "cơn bão nhiệt đới nghiêm trọng". Trong bản tin thứ mười ba, JTWC báo cáo rằng Merbok đã trở thành bão cấp 1 khi đạt sức gió duy trì 120 km / h (75 dặm / giờ; 65 kn). JTWC đã đưa ra bản tin cuối cùng về Merbok, lưu ý rằng nó đã di chuyển khỏi các khu vực có thể sinh sống. Sau khi trở thành một xoáy thuận ngoại nhiệt đới, hệ thống này tiếp tục di chuyển về phía bắc nhìn chung với gió giật và áp suất khí quyển trung tâm đạt 937 mbar (27,67 inHg) khi nó tiến đến quần đảo Aleutian vào ngày 16–17 tháng 9. Sau đó, nó tiến vào biển Bering, tạo ra một đợt triều cường nguy hiểm làm ngập lụt một số ngôi làng và thị trấn ven biển. Mặc dù có lũ lụt ven biển trên diện rộng, không có trường hợp nào bị thương.

### Bão Nanmadol (Josie)
Cấp bão Nhật Bản: 105 kt - 910 hPa - Bão cuồng phong
Cấp bão Hoa Kỳ: 135 kt - Siêu bão cấp 4
Cấp bão Trung Quốc: 62 m/s - 915 hPa - Siêu bão
Cấp bão Hồng Kông: 220 km/h - Siêu bão
Cấp bão Đài Loan: 53 m/s - Bão cuồng phong
Cấp bão Hàn Quốc: 53 m/s - Bão rất mạnh
Vào 06:00 UTC ngày 9 tháng 9, JMA bắt đầu theo dõi một áp thấp nhiệt đới yếu ở phía đông Iwo To, Nhật Bản. JMA đã nâng cấp lại hệ thống này thành áp thấp nhiệt đới hai ngày sau đó. Vào ngày 12 tháng 9, JTWC chỉ định hệ thống 16W và nó đang ở vị trí cách Iwo-To khoảng 262 nmi (485 km; 302 mi) về phía tây nam.  Trong bản tin thứ năm, JTWC báo cáo rằng 16W đã mạnh lên thành một "cơn bão nhiệt đới", và sau đó JMA gọi là Nanmadol. Theo bản tin thứ mười hai của JTWC, cơn bão đã đạt đến trạng thái bão cuồng phong. Nhanh chóng, Nanmadol đạt cấp 3 và trở thành một cơn bão rất mạnh, theo bản tin thứ mười ba của JTWC. Nanmadol sau đó đã tiến vào Khu vực trách nhiệm Philippines của PAGASA lúc 09:40 UTC vào ngày 16 tháng 9 và được đặt tên là Josie, tuy nhiên, nó nhanh chóng rời khỏi PAR, chỉ hơn bốn giờ sau đó, lúc 14:00 UTC trong cùng một ngày. Trong PAR của PAGASA, Josie đã trở thành siêu bão cấp 5 theo JTWC, và PAGASA cũng nâng cấp Josie lên cấp siêu bão, siêu bão thứ hai trong năm 2022 kể từ cơn bão Hinnamnor (Henry). Áp suất siêu bão là 910 hPa (mbar) sau đó đã được ghi nhận, mức thấp nhất cho đến nay trong mùa bão năm này. Khi đổ bộ vào miền nam Nhật Bản, cơn bão được hạ cấp xuống cấp 3 khi đến quần đảo Kyushu. Và khi nó ảnh hưởng trực tiếp đến quốc gia, nó lại bị hạ cấp xuống cấp 1. Trước khi cơn bão đổ bộ vào nước này, JMA đã đưa ra cảnh báo đặc biệt rằng Nanmadol có thể gây ra thiệt hại nghiêm trọng. Ít nhất 4 triệu người đã được khuyên rời khỏi nhà của họ và tìm nơi trú ẩn. Khi đang di chuyển đến phía đông bắc Nhật Bản, xoáy thuận đã bị JTWC hạ cấp thành bão nhiệt đới sau khi đổ bộ vào đất liền. JMA cũng đã và hạ cấp nó thành một cơn bão nhiệt đới nghiêm trọng. Mặc dù vậy, khi cơn bão vẫn hoành hành trong nước, lượng mưa đặc biệt lớn đã được ghi nhận gây ra lũ lụt trên đường phố, phá hủy các bức tường xây dựng và cột điện bị phá hủy. Ít nhất 2 người chết và 70 người khác bị thương. Hơn 200.000 người không có điện. Ở Hàn Quốc, gió và mưa do bão gây ra cũng gây ra nhiều bất tiện. Một người bị thương, hơn 700 người phải sơ tán khỏi nhà, một số địa điểm ở phía đông nam của đất nước không có điện, nhiều cây cối bị bật gốc. Trong bản tin thứ hai mươi chín, JTWC báo cáo rằng Nanmadol đang suy yếu khi di chuyển trên đất liền ở Nhật Bản và sẽ bị hạ cấp thành một xoáy thuận ngoại nhiệt đới. Bởi vì điều này, cơ quan đã phát hành bản tin cuối cùng về nó.

### Bão Talas
Cấp bão Nhật Bản: 35 kt - 1000 hPa - Bão nhiệt đới
Cấp bão Hoa Kỳ: 35 kt - Bão nhiệt đới

### Bão Noru (Karding) - Bão số 4
Cấp bão Việt Nam: 176 km/h - Cấp 15 - 940 hPa - Bão rất mạnh
Cấp bão Nhật Bản: 
- 95 kt - 940 hPa - Bão cuồng phong rất mạnh - cường độ đỉnh cao nhất
- 85 kt - 950 hPa - Bão cuồng phong rất mạnh - cường độ đỉnh thứ hai.

Cấp bão Hoa Kỳ:
- 145 kt - Siêu bão cuồng phong cấp 5 - cường độ đỉnh cao nhất
- 130 kt - Siêu bão cuồng phong cấp 4 - cường độ đỉnh thứ hai.

Cấp bão Trung Quốc:
- Đỉnh thứ nhất: 62 m/s - Cấp 17 - Siêu bão
- Đỉnh thứ hai: 52 m/s - Cấp 16 - Siêu bão (trước đó cho rằng là cấp 17)

Cấp bão Philippines: 195 km/h - Siêu bão cuồng phong
Noru hình thành từ một áp thấp nhiệt đới mạnh lên từ nhiễu động tại biển Philippines. Ngày 22 tháng 9, Noru mạnh lên thành bão nhiệt đới, được đặt tên khu vực PAGASA là Karding. Noru đã mạnh lên nhanh chóng chỉ trong chưa đầy 40 giờ khi tăng từ một cơn bão nhiệt đới thành một siêu bão cấp 5 khi tiến gần đất liền Philippines. Vào lúc 9 giờ ngày 25 tháng 9 mắt bão đã hình thành rất rõ rệt. 17 giờ theo giờ Việt Nam, bão đạt đỉnh với sức gió 10-phút 175 km/h và sức gió 1-phút là 260 km/h.
Vào rạng sáng ngày 26 tháng 9, bão Noru đã đi vào Biển Đông và trở thành cơn bão số 4 năm 2022. Khi vào Biển Đông bão suy yếu khi vừa ra khỏi đất liền Philippines, chỉ còn cấp 10-11 theo thang Beaufout (được chứng minh qua các phép đo tán xạ từ vệ tinh cho thấy gió mạnh nhất ở góc phần tư Đông Bắc là 57,18 kt  trong 1 phút và số liệu quan trắc từ Philippines) , di chuyển chủ yếu theo hướng Tây, tốc độ 25–30 km/h. Ngày 27/9, khi tiến đến vùng biển quần đảo Hoàng Sa, bão mạnh lên cấp 14-15, giật cấp 17; sau đó khi tiến vào vùng biển từ Thừa Thiên - Huế đến Quảng Ngãi, bão suy yếu dần. 3h30 phút sáng 28 tháng 9, bão số 4 đổ bộ vào các tỉnh Đà Nẵng - Quảng Nam (tâm bão đi qua thành phố Hội An và thị xã Điện Bàn; khu vực trạm KTTV Hội An) với cường độ cấp 10-11, giật cấp 13; sau đó bão suy yếu nhanh thành áp thấp nhiệt đới khi sang khu vực Nam Lào.
Do ảnh hưởng của bão số 4, tại Cù Lao Chàm có gió mạnh cấp 11 (28,9 m/s), giật cấp 14 (43,3 m/s); Lý Sơn mạnh cấp 10 (26 m/s), giật cấp 12 (34 m/s). Trên đất liền khu vực Đà Nẵng-Quảng Nam có gió mạnh cấp 7-9, giật cấp 11-13; khu vực từ Quảng Bình đến Thừa Thiên Huế, từ Quảng Ngãi đến Phú Yên, Kon Tum-Gia Lai có gió mạnh cấp 5-6, giật cấp 7- 8.
Bão Noru từng được nhận định là cơn bão mạnh nhất trong 20 năm trở lại đây đổ bộ vào miền Trung Việt Nam, càng vào gần bờ càng mạnh, và cảnh báo rủi ro thiên tại cấp 4 đã được ban hành. Tuy nhiên các tác động trực tiếp của bão không như dự báo ban đầu, bão đã yếu đi từ 3-4 cấp khi tiếp cận đến bờ biển tỉnh Quảng Nam và khi đổ bộ chỉ còn mạnh cấp 10-11, giật cấp 13. Theo Tổng cục Khí tượng Thuỷ văn, dự báo của Việt Nam sát với thực tế hơn, cho rằng các cơ quan khí tượng quốc tế đã dự báo và đánh giá sức gió đổ bộ quá cao. Thiệt hại do gió bão ở các tỉnh Trung Trung Bộ của Việt Nam không quá lớn. Thủ tướng Chính phủ Phạm Minh Chính cho biết kết quả phòng chống bão là khả quan, các cơ quan, tổ chức và hệ thống chính trị đã được Thủ tướng khen ngợi.
Mưa lũ sau bão tại các tỉnh Nghệ An, Hà Tĩnh (Bắc miền Trung của Việt Nam) lại gây thiệt hại rất nghiêm trọng. Tính đến ngày 2/10, mưa lũ tại các tỉnh Bắc Trung Bộ làm 8 người chết, 41 nhà sập đổ; 174 nhà bị hư hỏng, tốc mái; 1.418 hộ phải di dời; 9.715 nhà bị ngập (Nghệ An 8.373, Hà Tĩnh 1.210, Thanh Hóa 132), 4.105 ha lúa; 10.387 ha hoa màu; 10.667 ha cây trồng khác bị thiệt hại; 1.832 con gia súc, 238.478 con gia cầm bị chết, cuốn trôi; 12.715 ha ao hồ bị thiệt hại; 12.181 m đê, kè, kênh mương, 44 đập loại nhỏ bị hư hỏng; 64 cầu tràn, cống bị hư hỏng; 1.749 m bờ sông bị sạt lở; sạt lở 123.213 m³ đất đá; 112 cầu, cống bị hư hỏng.

### Bão Kulap
Cấp bão Nhật Bản: 60 kt - 970 hPa - Bão nhiệt đới dữ dội
Cấp bão Hoa Kỳ: 75 kt - Bão cuồng phong cấp 1
Cấp bão Trung Quốc: 33 m/s (cấp 12) - 970 hPa - Bão cuồng phong
Vào ngày 24 tháng 9, JTWC đã công bố báo cáo đầu tiên về một hệ thống áp suất thấp và vì nó đi vào vùng nước ấm hơn và sức cắt gió thấp nên cơ quan này đặt tên là Invest 96W. Ngày hôm sau, JMA phân loại hệ thống này là áp thấp nhiệt đới. Vài giờ sau, JTWC làm theo và gắn mác 19W. Ngày hôm sau, cơn bão mạnh lên và JTWC trong bản tin thứ hai đã xếp nó là bão nhiệt đới. JMA đã làm theo và gọi nó với tên Kulap. JMA nhanh chóng phân loại nó là bão nhiệt đới dữ dội nhưng JTWC đã và nâng cấp nó thành bão cấp 1. Khi đe dọa bờ biển Nhật Bản, cơn bão tiếp tục di chuyển cho đến khi nó giảm cấp thành bão nhiệt đới, theo bản tin do hai cơ quan này phát hành. Bằng cách di chuyển đến các khu vực mát mẻ hơn và không đe dọa bất kỳ khu vực có thể sinh sống nào, các cơ quan đã phát hành bản tin mới nhất trên Kulap thông báo rằng nó đã bị hạ cấp thành một xoáy thuận ngoại nhiệt đới.

### Bão Roke (Luis)
Cấp bão Nhật Bản: 70 kt - 975 hPa - Bão cuồng phong
Cấp bão Hoa Kỳ: 90 kt - Bão cuồng phong cấp 2
Cấp bão Trung Quốc: 38 m/s (cấp 13) - 970 hPa - Bão cuồng phong
‎Vào ngày 27 tháng 9, JMA đã bắt đầu theo dõi một áp thấp nhiệt đới yếu hình thành trên Biển Philippines và được JTWC chỉ định là Invest 98W. Cơ quan này cho biết trong một bản tin của TCFA rằng vì nó ở vùng nước ấm hơn và độ cắt thấp nên có phạm vi để thâm canh rộng hơn. Dự đoán đã được xác nhận và vài giờ sau đó nó được xếp vào loại áp thấp nhiệt đới, được gọi là 20W. Ngày hôm sau, cơn bão đi vào khu vực chịu trách nhiệm của PAGASA và được gọi là Luis, nhưng nó không đe dọa trực tiếp Philippines và rời khỏi PAR vài giờ sau đó. Khi nó rời đi, cơn bão đã tăng thêm sức mạnh và đạt bão nhiệt đới theo bản tin thứ hai của JTWC. JMA đặt tên cho hệ thống là Roke.

### Áp thấp nhiệt đới Maymay
Cấp bão Nhật Bản: 30 kt - 1002 hPa - Áp thấp nhiệt đới
Cấp bão Philippines: 55 km/h - Áp thấp nhiệt đới

### Áp thấp nhiệt đới 21W
Cấp bão Nhật Bản: 30 kt - 1002 hPa - Áp thấp nhiệt đới
Cấp bão Hoa Kỳ: 35 kt - Bão nhiệt đới

### Bão Sonca - Bão số 5
Cấp bão Việt Nam: Cấp 8 (65 km/h) - Bão thường
Cấp bão Nhật Bản: 35 kt - 998 hPa - Bão nhiệt đới
Cấp bão Hoa Kỳ: 35 kt - Bão nhiệt đới
Cấp bão Trung Quốc: 18 m/s (Cấp 8) - 996 hPa - Bão nhiệt đới
Cấp bão Đài Loan: 18 m/s - Bão nhiệt đới
Cấp bão Hồng Kông: 65 km/h - Bão nhiệt đới
Cấp bão Macau: 65 km/h - Bão nhiệt đới
Cấp bão Hàn Quốc: 19 m/s - Bão nhiệt đới yếu
Ngày 12/10, một vùng áp thấp hình thành trên khu vực giữa biển Đông, sau đó một ngày vùng thấp này mạnh lên thành áp thấp nhiệt đới. Sau đó, áp thấp nhiệt đới này mạnh dần lên cấp 7, giật cấp 9. Chiều 14/10, ATNĐ mạnh lên thành bão số 5 và có tên quốc tế là bão Sơn Ca. Tuy nhiên, Trung tâm Dự báo khí tượng thủy văn quốc gia chỉ ghi nhận bão số 5 trong vòng 6 tiếng đồng hồ (trong khi các cơ quan khác vẫn giữ cường độ bão) và đến tối cùng ngày, bão suy yếu thành áp thấp nhiệt đới. Rạng sáng ngày 15/10, áp thấp nhiệt đới suy yếu từ bão số 5 đã đi vào đất liền khu vực Quảng Nam-Quảng Ngãi (tâm ATNĐ đi qua thành phố Quảng Ngãi, khu vực Đài KTTV tỉnh Quảng Ngãi vào khoảng 1h30 phút) với cường độ cấp 6-7 giật cấp 9, sau đó suy yếu nhanh thành một vùng áp thấp.
Do ảnh hưởng của bão số 5 kết hợp với KKL nên tại Cồn Cỏ có gió mạnh 19 m/s (cấp 8), giật 22 m/s (cấp 9); Lý Sơn mạnh 16,7 m/s (cấp 7), giật 22 m/s (cấp 9). Trên đất liền khu vực Quảng Trị-Quảng Ngãi có gió mạnh cấp 5-6, giật cấp 7.
Từ chiều ngày 13/10 đến sáng ngày 16/10, do ảnh hưởng hoàn lưu của ATNĐ sau mạnh lên thành bão số 5 kết hợp với KKL và đới gió Đông trên cao nên ở khu vực Thừa Thiên Huế và Đà Nẵng có mưa to đến rất to với lượng mưa phổ biến 400-650mm, có nơi trên 700mm; khu vực Nam Quảng Bình, Quảng Trị và Quảng Nam 150-400mm, có nơi trên 450mm; khu vực Quảng Ngãi và Kon Tum 70-150mm, có nơi trên 150mm. Một số nơi có lượng mưa lớn như: Lệ Thủy (Quảng Bình) 516mm, Kiến Giang (Quảng Bình) 479mm, Tà Long (Quảng Trị) 549mm, Mỹ Chánh (Quảng Trị) 565mm, Bạch Mã (Thừa Thiên-Huế) 1093mm, Nam Đông (Thừa Thiên-Huế) 855mm,...
Nguyên nhân được các chuyên gia khí tượng nhận định là do sự kết hợp của rất nhiều yếu tố. Bão số 5 kết hợp với không khí lạnh và dải hội tụ nhiệt đới cùng với đới gió đông trên cao. Tổ hợp 4 hình thế này đã gây ra mưa lớn lịch sử và đây là kiểu thời tiết điển hình gây ra các trận mưa lũ lịch sử tại miền Trung Việt Nam.
Bão số 5 cũng đã làm 4 người thiệt mạng, trong có cả trẻ em, hàng ngàn ngôi nhà bị ngập và gây ra sạt lở đất, lũ quét. Theo thông kê riêng tại Đà Nẵng, bão số 5 đã gây thiệt hại hơn 1.500 tỉ đồng.

### Bão Nesat (Neneng) - Bão số 6
Cấp bão Việt Nam: Cấp 13 (135~140 km/h) - Bão rất mạnh
Cấp bão Nhật Bản: 75 kt - 965 hPa - Bão cuồng phong
Cấp bão Hoa Kỳ: 90 kt - Bão cuồng phong cấp 2
Cấp bão Trung Quốc: 42 m/s (cấp 14) -955 hPa-  Bão cuồng phong dữ dội
Cấp bão Đài Loan: 40 m/s- Bão cuồng phong
Cấp bão Macao: 145 km/h - Bão cuồng phong
Cấp bão Hồng Kông: 145 km/h - Bão cuồng phong
Cấp bão Hàn Quốc: 39 m/s - Bão mạnh dữ dội
Cấp bão Philippines: 120 km/h - Bão cuồng phong
Chiều nay (16/10), bão Nesat đã vượt qua khu vực phía Bắc của đảo Luzon, Philippines, đi vào khu vực Bắc Biển Đông, trở thành cơn bão số 6.
Do tác động của không khí lạnh, khi bão di chuyển đến gần vịnh Bắc Bộ thì suy yếu nhanh chóng thành áp thấp nhiệt đới và sau đó là vùng áp thấp rồi tan đi.

### Bão Haitang
Cấp bão Nhật Bản: 35 kt - 1004 hPa - Bão nhiệt đới
Cấp bão Hoa Kỳ: 35 kt - Bão nhiệt đới
Kể từ ngày 14 tháng 10, một vùng áp thấp phi nhiệt đới với các đặc điểm cận nhiệt đới bắt đầu tồn tại ở phía bắc Minamitorishima, cũng ở phía tây bắc của Áp thấp nhiệt đới thoái hóa lúc bấy giờ là 21W. Vùng áp thấp vẫn đứng yên, từ từ suy yếu và có được nhiều đặc điểm nhiệt đới hơn trong ba ngày sau đó, và JTWC cuối cùng đã tuyên bố một áp thấp nhiệt đới vào sáng sớm ngày 18 tháng 10 khi hệ thống đã trở nên sâu hơn và nhỏ dần lại. Mặc dù JMA đã báo cáo một vùng áp thấp phi nhiệt đới có lực mạnh cùng một lúc, hệ thống này đã sớm được phân tích là một cơn bão nhiệt đới và được đặt tên là Haitang.

### Áp thấp nhiệt đới 25W (Obet)
Cấp bão Việt Nam: Cấp 6 (50~55 km/h) - Áp thấp nhiệt đới
Cấp bão Nhật Bản: 30 kt - 1006 hPa - Áp thấp nhiệt đới
Cấp bão Hoa Kỳ: 30 kt - Áp thấp nhiệt đới
Cấp bão Philippines: 55 km/h - Áp thấp nhiệt đới

### Bão Nalgae (Paeng) - Bão số 7
Cấp bão Việt Nam: Cấp 11 (111~114 km/h) - Bão mạnh
Cấp bão Nhật Bản: 60 kt - 975 hPa - Bão nhiệt đới dữ dội
Cấp bão Hoa Kỳ: 75 kt - Bão cuồng phong cấp 1
Cấp bão Trung Quốc: 33 m/s (Cấp 12) - Bão cuồng phong
Cấp bão Đài Loan: 30 m/s - Bão nhiệt đới mạnh
Cấp bão Hồng Kông: 110 km/h - Bão nhiệt đới nghiêm trọng
Cấp bão Macau: 120 km/h - Bão cuồng phong
Cấp bão Hàn Quốc: 32 m/s - Bão nhiệt đới mạnh
Cấp bão Thái Lan (gió 2 phút): 60 kt - Bão nhiệt đới
Cấp bão Philippines: 110 km/h - Bão nhiệt đới dữ dội
Các nhà chức trách Philippines đã ghi nhận 160 người chết vì bão nhiệt đới Nalgae 29 người mất tích và 75 người khác bị thương. Cơn bão trở thành cơn bão gây chết người nhiều thứ 2 sau cơn bão Megi hồi đầu năm cũng tại Philippine.

### Bão Banyan (Queenie)
Cấp bão Nhật Bản: 40 kt - 1002 hPa - Bão nhiệt đới
Cấp bão Hoa Kỳ: 40 kt - Bão nhiệt đới
Cấp bão Philippines: 65 km/h - Bão nhiệt đới

### Bão Yamaneko
Cấp bão Nhật Bản: 35 kt - 1004 hPa - Bão nhiệt đới
Cấp bão Hoa Kỳ: 40 kt - Bão nhiệt đới

### Bão Pakhar (Rosal)
Cấp bão Nhật Bản: 40 kt - 998 hPa - Bão nhiệt đới
Cấp bão Hoa Kỳ: 50 kt - Bão nhiệt đới
Cấp bão Philippines: 75 km/h - Bão nhiệt đới
Vào ngày 9 tháng 12, một áp thấp hình thành ở phía Đông Samar

### Các xoáy thuận khác

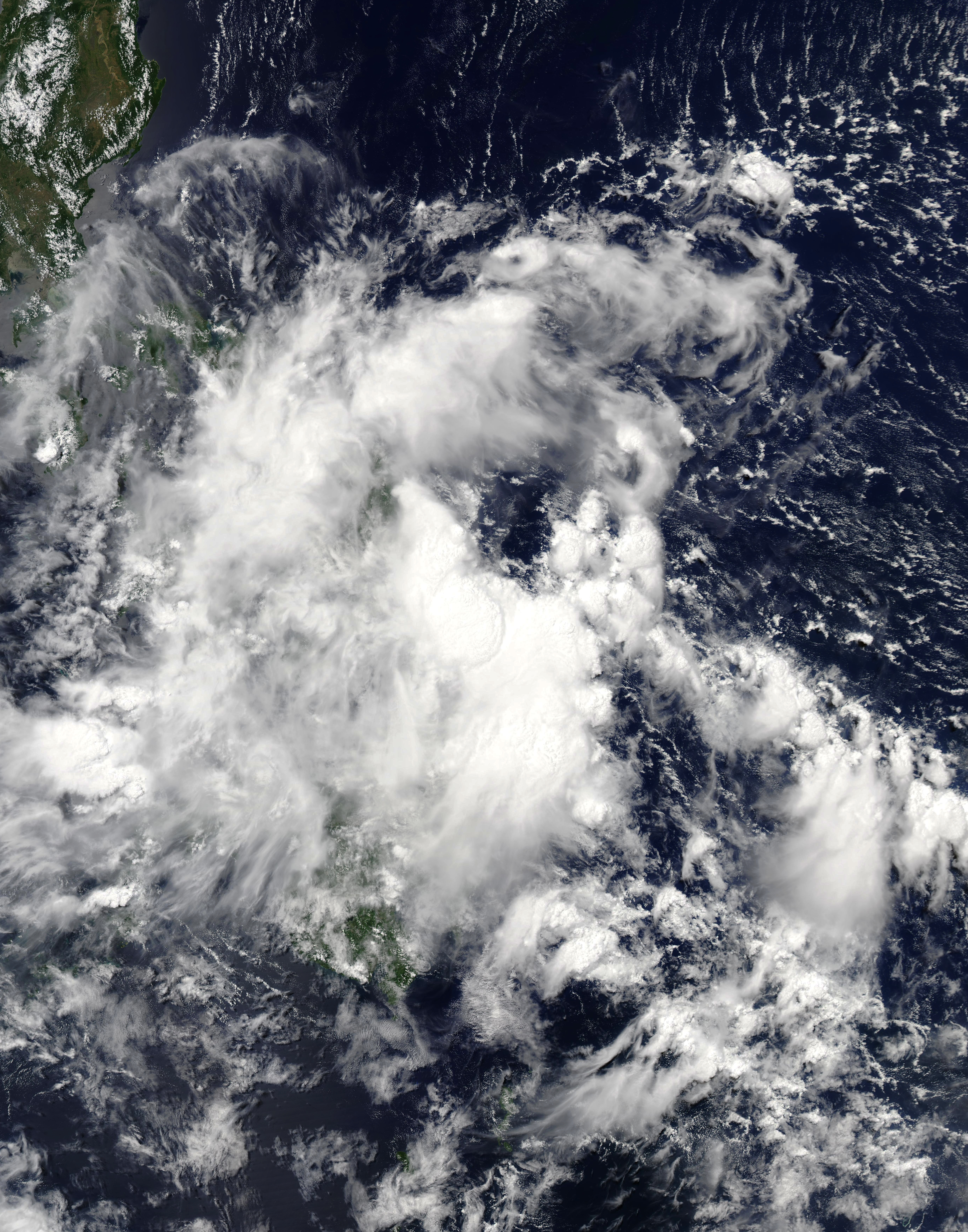
JMA TD 04

Ngày 29 tháng 5, một áp thấp nhiệt đới hình thành trên biển Philippines và được đánh số hiệu JMA TD 04. Ngày hôm sau, áp thấp nhiệt đới này tan.

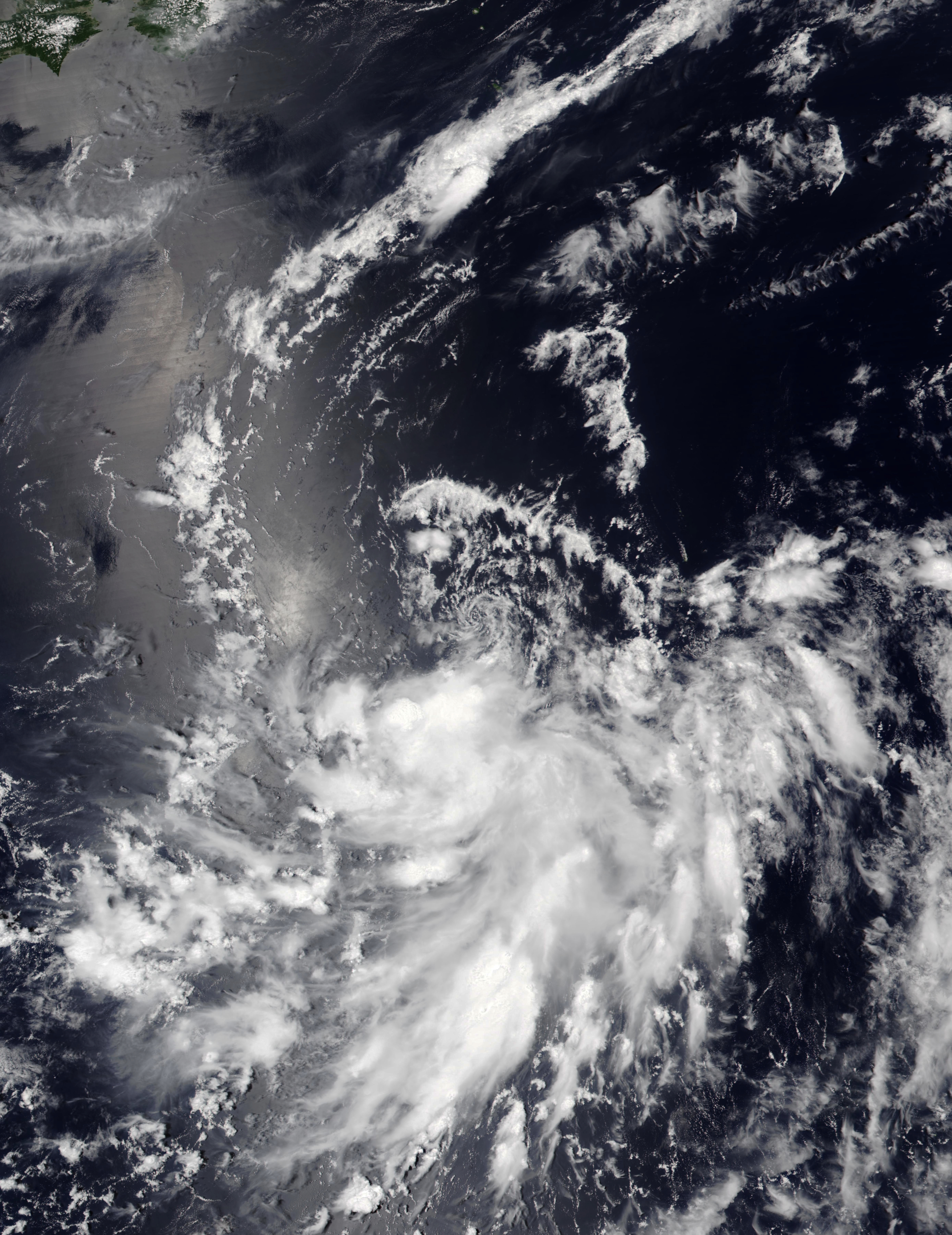
JMA TD 07

Ngày 22 tháng 7, JMA bắt đầu theo dõi một vùng áp thấp ngoài khơi phía nam Nhật Bản. ‎‎Ngày hôm sau, JTWC cũng bắt đầu theo dõi hệ thống, hiện cách ‎‎Iwo Jima‎‎, Nhật Bản 227 hải lý (261 dặm; 420 km) về phía nam-tây nam. ‎‎Vào ngày 24 tháng 7, JMA đã nâng cấp hệ thống thành áp thấp nhiệt đới và đặt số hiệu là JMA TD 07, sang ngày 26 tháng 7, áp thấp nhiệt đới tan.

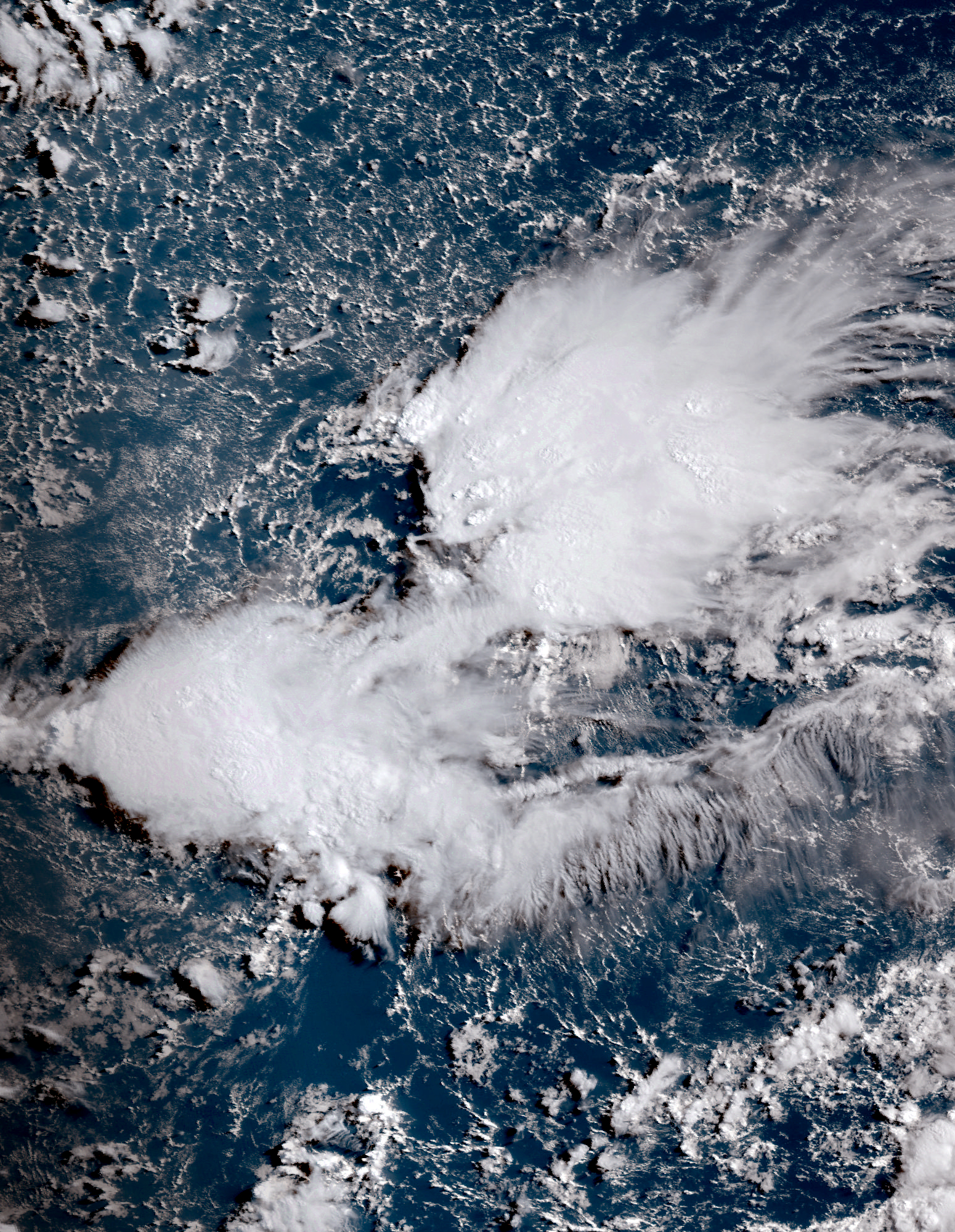
JMA TD 13

Ngày 14 tháng 8, một áp thấp nhiệt đới yếu hình thành ngay phía tây Đường Ngày Quốc tế và được đánh số hiệu là JMA TD 13. Hệ thống chỉ tồn tại cho đến đầu ngày hôm sau.

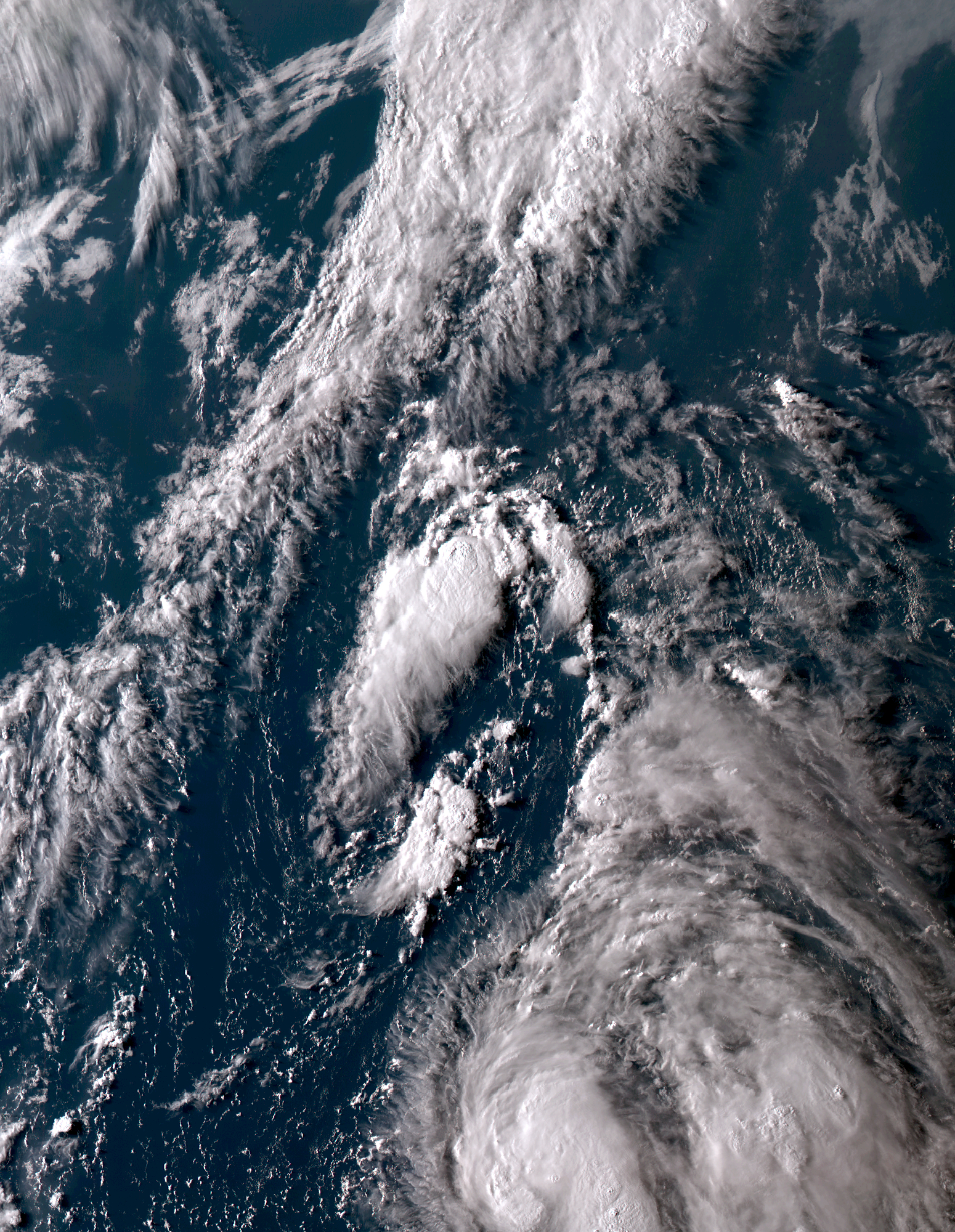
JMA TD 16

‎Một áp thấp nhiệt đới hình thành ở viễn đông Nhật Bản vào ngày 22 tháng 8, và tan cùng ngày. Số hiệu là JMA TD 16.
Vào ngày 25 tháng 9, JMA bắt đầu theo dõi một áp thấp nhiệt đới yếu cách bờ biển Nhật Bản vài trăm dặm và đánh hiệu là JMA TD 25 và tan cùng ngày. 
‎

## Thống kê mùa bão

### Tổng quan mùa bão
Đây là bảng của tất cả các cơn bão đã hình thành trong mùa bão năm 2022 ở Tây Bắc Thái Bình Dương. Nó bao gồm tên, ngày tháng, sức gió, áp suất, khu vực đổ bộ, thiệt hại và số người chết được biểu thị bằng chữ in đậm. Cái chết trong ngoặc đơn thường là bổ sung hoặc gián tiếp (một ví dụ về cái chết gián tiếp  là một tai nạn giao thông), nhưng vẫn sẽ liên quan đến cơn bão đó. Thiệt hại và tử vong bao gồm tổng số người bị tai nạn, sóng hoặc lũ lụt... và tất cả các con số thiệt hại là vào năm 2022 được tính bằng USD (những sức gió dưới đây được tính bằng sức gió 10 phút của JMA):
| Tên bão                      | Thời gian hoạt động        | Cấp độ cao nhất          | Sức gió duy trì    | Áp suất               | Khu vực tác động                                                                                     | Tổn thất (USD) | Số người chết | Tham khảo            |
| ---------------------------- | -------------------------- | ------------------------ | ------------------ | --------------------- | --- | -------------- | ------------- | -------------------- |
| 01W                          | 29 tháng 3 – 31 tháng 3    | Áp thấp nhiệt đới        | 45 km/h (30 mph)   | 1006 hPa (29,71 inHg) | Trung Trung Bộ, Nam Trung Bộ, Tây Nguyên                                                             | Không nhiều    | 6             | [ 17 ]               |
| Malakas (Basyang)            | 06 tháng 4 – 15 tháng 4    | Bão cuồng phong rất mạnh | 165 km/h (105 mph) | 945 hPa (27,91 inHg)  | Quần đảo Caroline, Quần đảo Bonin                                                                    | None           | 0             |                      |
| Megi (Agaton)                | 08 tháng 4 – 13 tháng 4    | Bão nhiệt đới            | 65 km/h (40 mph)   | 998 hPa (29,47 inHg)  | Philippines                                                                                          | $90,8 triệu    | 214           | [ 18 ] [ 19 ] [ 20 ] |
| JMA TD 04                    | 29 tháng 5 – 30 tháng 5    | Áp thấp nhiệt đới        | Không xác định     | 1006 hPa (29,71 inHg) | Palau, Philippines                                                                                   | None           | 0             |                      |
| Chaba (Caloy) - Bão số 1     | 28 tháng 6 – 4 tháng 7     | Bão cuồng phong          | 130 km/h (80 mph)  | 965 hPa (28,50 inHg)  | Nam Trung Quốc                                                                                       | $464 triệu     | 12            |                      |
| Aere (Domeng)                | 30 tháng 6 – 6 tháng 7     | Bão nhiệt đới            | 75 km/h (45 mph)   | 996 hPa (29,41 inHg)  | Philippines, Quần đảo Ryukyu                                                                         | Không rõ       | 0             |                      |
| JMA TD 07                    | 24 tháng 7 – 25 tháng 7    | Áp thấp nhiệt đới        | 55 km/h (35 mph)   | 1006 hPa (29,71 inHg) | Không có                                                                                             | Không có       | Không có      |                      |
| Songda                       | 26 tháng 7 - 1 tháng 8     | Bão nhiệt đới            | 75 km/h (45 mph)   | 996 hPa (29,41 inHg)  | Nhật Bản, Hàn Quốc                                                                                   | Không có       | Không có      |                      |
| Trases (Ester)               | 29 tháng 7 – 1 tháng 8     | Bão nhiệt đới            | 65 km/h (40 mph)   | 998 hPa (29,47 inHg)  | Quần đảo Ryukyu, Hàn Quốc                                                                            | Không có       | Không có      |                      |
| 08W                          | 3 tháng 8 – 4 tháng 8      | Áp thấp nhiệt đới        | 45 km/h (30 mph)   | 1002 hPa (29,59 inHg) | Không có                                                                                             | Không có       | Không có      |                      |
| Mulan - Bão số 2             | 08 tháng 8 – 11 tháng 8    | Bão nhiệt đới            | 65 km/h (40 mph)   | 996 hPa (29,41 inHg)  | Nam Trung Quốc, Bắc Bộ                                                                               | $107 nghìn     | 7             | [ 21 ]               |
| Meari                        | 09 tháng 8 – 14 tháng 8    | Bão nhiệt đới            | 75 km/h (45 mph)   | 994 hPa (29,35 inHg)  | Không có                                                                                             | Không có       | Không có      |                      |
| JMA TD 13                    | 14 tháng 8 - 15 tháng 8    | Áp thấp nhiệt đới        | Không xác định     | 1012 hPa (29,88 inHg) | Không có                                                                                             | Không có       | Không có      |                      |
| Ma-on (Florita) - Bão số 3   | 20 tháng 8 - 26 tháng 8    | Bão nhiệt đới dữ dội     | 100 km/h (65 mph)  | 985 hPa (29,09 inHg)  | Philippines, Nam Trung Quốc, Bắc Bộ                                                                  | $9,13 triệu    | 7             | [ 22 ]               |
| Tokage                       | 21 tháng 8 - 25 tháng 8    | Bão cuồng phong          | 140 km/h (85 mph)  | 970 hPa (28,64 inHg)  | Không có                                                                                             | Không có       | Không có      |                      |
| JMA TD 16                    | 22 tháng 8                 | Áp thấp nhiệt đới        | Không xác định     | 1008 hPa (29,77 inHg) | Palau, Philippines                                                                                   | Không có       | Không có      |                      |
| Hinnamnor (Henry)            | 28 tháng 8 - 6 tháng 9     | Siêu bão                 | 195 km/h (120 mph) | 920 hPa (27,17 inHg)  | Quần đảo Ogasawara,Quần đảo Daitō, Bán đảo Triều Tiên, Nhật Bản,Đài Loan. Philippines, Viễn Đông Nga | $1,21 tỷ       | 12            |                      |
| 13W (Gardo)                  | 30 tháng 8 - 1 tháng 9     | Áp thấp nhiệt đới        | 55 km/h (35 mph)   | 998 hPa (29,47 inHg)  | Không có                                                                                             | Không có       | Không có      |                      |
| Muifa (Inday)                | 5 tháng 9 - 16 tháng 9     | Bão cuồng phong rất mạnh | 155 km/h (100 mph) | 950 hPa (28,05 inHg)  | Philippines, Đài Loan, Quần đảo Yaeyama, Đông Trung Quốc                                             | $437 triệu     | 3             |                      |
| Merbok                       | 9 tháng 9 – 15 tháng 9     | Bão cuồng phong          | 130 km/h (80 mph)  | 965 hPa (28,50 inHg)  | Không có                                                                                             | Không có       | Không có      |                      |
| Nanmadol (Josie)             | 9 tháng 9 - 19 tháng 9     | Siêu bão                 | 195 km/h (120 mph) | 910 hPa (26,87 inHg)  | Nhật Bản, Triều Tiên, Viễn Đông Nga                                                                  | $1,2 tỷ        | 4             | [ 23 ]               |
| Talas                        | 20 tháng 9 – 23 tháng 9    | Bão nhiệt đới            | 65 km/h (40 mph)   | 1000 hPa (29,53 inHg) | Nhật Bản                                                                                             | Không có       | 3             |                      |
| Noru (Karding) - Bão số 4    | 21 tháng 9 – 28 tháng 9    | Bão cuồng phong rất mạnh | 175 km/h (110 mph) | 940 hPa (27,76 inHg)  | Trung Trung Bộ, Nam Trung Bộ, Philippines, Lào, Thái Lan, Campuchia                                  | $110 triệu     | 40            | [ 9 ] [ 24 ] [ 25 ]  |
| Kulap                        | 25 tháng 9 - 29 tháng 9    | Bão nhiệt đới dữ dội     | 110 km/h (70 mph)  | 970 hPa (28,64 inHg)  | Không có                                                                                             | Không có       | Không có      |                      |
| JMA TD 25                    | 25 tháng 9 - 26 tháng 9    | Áp thấp nhiệt đới        | Không xác định     | 1012 hPa (29,88 inHg) | Không có                                                                                             | Không có       | Không có      |                      |
| Roke (Luis)                  | 27 tháng 9 - 1 tháng 10    | Bão cuồng phong          | 130 km/h (80 mph)  | 975 hPa (28,79 inHg)  | Quần đảo Daitō                                                                                       | Không có       | Không có      |                      |
| Maymay                       | 11-12 tháng 10             | Áp thấp nhiệt đới        | Không xác định     | 1002 hPa (29,59 inHg) | Philippines                                                                                          | $9,16 triệu    | 2             |                      |
| 21W                          | 12 tháng 10 - 14 tháng 10  | Áp thấp nhiệt đới        | 55 km/h (35 mph)   | 1002 hPa (29,59 inHg) | Không có                                                                                             | Không có       | Không có      |                      |
| Sonca - Bão số 5             | 13 tháng 10 - 15 tháng 10  | Bão nhiệt đới            | 65 km/h (40 mph)   | 998 hPa (29,47 inHg)  | Trung Trung Bộ, Nam Trung Bộ                                                                         | $73,4 triệu    | 10            |                      |
| Nesat (Neneng) - Bão số 6    | 13 tháng 10 - 20 tháng 10  | Bão cuồng phong          | 140 km/h (85 mph)  | 965 hPa (28,50 inHg)  | Philippines, Đài Loan, Hoa Nam, Việt Nam, Campuchia, Lào                                             | $8,15 triệu    | Không có      |                      |
| Haitang                      | 18 tháng 10 - 19 tháng 10  | Bão nhiệt đới            | 65 km/h (40 mph)   | 1002 hPa (29,59 inHg) | Không có                                                                                             | Không có       | Không có      |                      |
| 25W (Obet)                   | 18 tháng 10 - 23 tháng 10  | Áp thấp nhiệt đới        | 55 km/h (35 mph)   | 1006 hPa (29,71 inHg) | Không có                                                                                             | Không xác định | 2             |                      |
| Nalgae (Paeng) - Bão số 7    | 26 tháng 10 - 3 tháng 11   | Bão nhiệt đới dữ dội     | 110 km/h (70 mph)  | 975 hPa (28,79 inHg)  | Philippines, Hồng Kông, Ma Cao, Hoa Nam                                                              | $207 triệu     | 160           |                      |
| Banyan (Queenie)             | 28 tháng 10 - 1 tháng 11   | Bão nhiệt đới            | 65 km/h (40 mph)   | 1002 hPa (29,59 inHg) | Quần đảo Caroline                                                                                    | Không có       | Không có      |                      |
| Yamaneko                     | 11 tháng 11 - 14 tháng 11  | Bão nhiệt đới            | 65 km/h (40 mph)   | 1004 hPa (29,65 inHg) | Không có                                                                                             | Không có       | Không có      |                      |
| Pakhar (Rosal)               | 9 tháng 12 - 12 tháng 12   | Bão nhiệt đới            | 75 km/h (45 mph)   | 998 hPa (29,47 inHg)  | Không có                                                                                             | Không có       | Không có      |                      |
| Tổng tỷ số mùa bão           |                            |                          |                    |                       | |                |               |                      |
| 32 XTNĐ (Nanmadol mạnh nhất) | 29 tháng 3 – Chưa kết thúc |                          | 195 km/h (120 mph) | 910 hPa (26,87 inHg)  | | $3,38 tỷ       | 482           |                      |

Chú ý – Quy ước các vùng để xác định vùng ảnh hưởng trực tiếp vùng đổ bộ của bão trên đất liền.
- Việt Nam: Bắc Bộ (Bao gồm cả Tây Bắc Bộ, Đông Bắc Bộ, Đồng bằng Bắc Bộ); Bắc Trung Bộ (Thanh Hóa - Hà Tĩnh), Trung Trung Bộ (Quảng Bình - Quảng Ngãi), Nam Trung Bộ (Bình Định - Bình Thuận), Tây Nguyên, Nam Bộ (Bao gồm cả Đông Nam Bộ và Tây Nam Bộ). Các vùng này được xác định chung biệt, được gọi chung là Việt Nam.
  - Trung Quốc: Nam Trung Quốc (Quảng Đông - Ma Cao); Đông Trung Quốc (Phúc Kiến, Thiên Tân và các tỉnh phụ cận); Đông Bắc Trung Quốc (Hắc Long Giang - Nội Mông). Các tỉnh còn lại (chủ yếu khu Tây Tạng, Tây Bắc Trung Quốc) ít hoặc hầu như không chịu ảnh hưởng của xoáy thuận nhiệt đới nên không nói đến. Nếu có 2 vùng trở lên thì gọi chung là Trung Quốc.

## Tên bão

### Tên quốc tế
Các xoáy thuận nhiệt đới được đặt tên theo danh sách bên dưới do Trung tâm Khí tượng Chuyên ngành Khu vực ở Tokyo, Nhật Bản, khi một xoáy thuận đạt đến cường độ bão nhiệt đới. Các tên gọi do các thành viên của ESCAP/WMO Typhoon Committee đề xuất. Mỗi nước trong số 14 nước và vùng lãnh thổ thành viên đưa ra 10 tên gọi, được sử dụng theo thứ tự ABC, bằng tên tiếng Anh của quốc gia đó. Ngoài ra có 4 tên mới gồm: Trases, Mulan, Hinnamnor và Yamaneko thay thế Sarika, Haima, Nock-ten và Hato. Sau đây là 28 tên gọi dự kiến được đặt tên cho các cơn bão trong năm 2022 (nếu sử dụng hết sẽ tiếp tục lấy các tên bão kế tiếp trong danh sách 140 tên bão của khu vực):
| Tên bão JMA    | Tên bão JMA          | Tên bão JMA          | Tên bão JMA           |
| -------------- | -------------------- | -------------------- | --------------------- |
| Malakas (2201) | Megi (2202)          | Chaba (2203)         | Aere (2204)           |
| Songda (2205)  | Trases (2206)        | Mulan (2207)         | Meari (2208)          |
| Ma-on (2209)   | Tokage (2210)        | Hinnamnor (2211)     | Muifa (2212)          |
| Merbok (2213)  | Nanmadol (2214)      | Talas (2215)         | Noru (2216)           |
| Kulap (2217)   | Roke (2218)          | Sonca (2219)         | Nesat (2220)          |
| Haitang (2221) | Nalgae (2222)        | Banyan (2223)        | Yamaneko (2224)       |
| Pakhar (2225)  | Sanvu (chưa sử dụng) | Mawar (chưa sử dụng) | Guchol (chưa sử dụng) |

Sau mùa bão 2022, Ủy ban Bão đã thông báo rằng những cái tên Malakas , Megi , Ma-on , Hinnamnor , Noru và Nalgae sẽ bị xóa khỏi danh sách đặt tên và chúng sẽ không bao giờ được sử dụng lại để đặt tên cho một cơn bão khác. Tên thay thế sẽ được công bố vào năm 2024.

### Tên địa phương của Philippines

Khi một xoáy thuận nhiệt đới đi vào khu vực PAGASA theo dõi sẽ được đặt tên bằng danh sách tên bão riêng của họ

- Cục quản lý Thiên văn, Địa vật lý và Khí quyển Philippines (PAGASA) sử dụng danh sách tên bão riêng của họ để đặt cho một xoáy thuận nhiệt đới khi nó đi vào khu vực theo dõi của họ. PAGASA đặt tên cho áp thấp nhiệt đới đã hình thành trong khu vực theo dõi của họ và những xoáy thuận nhiệt đới di chuyển vào khu vực theo dõi của họ. Nếu danh sách các tên trong năm đó bị sử dụng hết, tên sẽ được lấy từ một danh sách phụ trợ, và danh sách tên bão sẽ được đưa ra trước khi mùa bão bắt đầu. Các tên được lấy từ một danh sách các tên, được sử dụng lần cuối trong năm 2018 và được lên kế hoạch sử dụng lại trong năm 2026. Tất cả các tên đều giống nhau ngoại trừ Obet, Rosal và Umberto (DSPT là Agila), thay thế tên Ompong, Rosita và Usman (DSPT là Alakdan) sau khi bị khai tử.

| Tên sử dụng chính      | Tên sử dụng chính      | Tên sử dụng chính      | Tên sử dụng chính     | Tên sử dụng chính    |
| ---------------------- | ---------------------- | ---------------------- | --------------------- | -------------------- |
| Agaton (2202)          | Basyang (2201)         | Caloy (2203)           | Domeng (2204)         | Ester (2206)         |
| Florita (2209)         | Gardo                  | Henry (2211)           | Inday (2212)          | Josie (2214)         |
| Karding (2216)         | Luis (2217)            | Maymay                 | Neneng (2218)         | Obet                 |
| Paeng (2219)           | Queenie (2220)         | Rosal (2225)           | Samuel (chưa sử dụng) | Tomas (chưa sử dụng) |
| Umberto (chưa sử dụng) | Venus (chưa sử dụng)   | Waldo (chưa sử dụng)   | Yayang (chưa sử dụng) | Zeny (chưa sử dụng)  |
| Danh sách phụ trợ      |                        |                        |                       |                      |
| Agila (chưa sử dụng)   | Bagwis (chưa sử dụng)  | Chito (chưa sử dụng)   | Diego (chưa sử dụng)  | Elena (chưa sử dụng) |
| Felino (chưa sử dụng)  | Gunding (chưa sử dụng) | Harriet (chưa sử dụng) | Indang (chưa sử dụng) | Jessa (chưa sử dụng) |

Sau mùa giải, PAGASA thông báo rằng họ đã xóa các tên Agaton, Florita, Karding và Paeng khỏi danh sách đặt tên luân phiên do số người chết và mức độ thiệt hại mà chúng gây ra, đồng thời chúng sẽ không bao giờ được sử dụng lại cho một tên bão khác ở Philippine. Vào ngày 5 tháng 5 năm 2023, họ lần lượt được thay thế bằng Ada , Francisco , Kiyapo và Pilandok cho mùa giải 2026.

### Số hiệu bão và áp thấp nhiệt đới tại Việt Nam
Tính đến 1/11/2022, trên biển Đông đã xuất hiện 9 xoáy thuận nhiệt đới  được nước ta công nhận.
Ở Việt Nam một cơn bão (áp thấp nhiệt đới) được đặt số hiệu khi nó đi vào vùng thuộc phạm vi theo dõi của Trung tâm Dự báo Khí tượng Thủy văn Trung ương được xác định trên biển Đông phía Tây kinh tuyến 120 độ kinh Đông và phía bắc vĩ tuyến 5 độ vĩ Bắc. Số hiệu của bão được đặt theo số thứ tự xuất hiện của nó trong năm ví dụ: Bão số 1, bão số 2. Còn đối với ATNĐ, số hiệu đặt theo tháng trước, sau đó đến thứ tự trong tháng. VD áp thấp nhiệt đới tháng 10, áp thấp nhiệt đới 1 tháng 9,...
Dưới đây là các cơn bão/ATNĐ đã được Trung tâm Dự báo Khí tượng Thủy văn Trung ương đặt số hiệu trong năm 2022 (kèm theo là vùng đổ bộ):
- Bão số 1 (Chaba) - Đổ bộ vào miền Nam Trung Quốc
- Bão số 2 (Mulan) - Đổ bộ vào phía Bắc tỉnh Quảng Ninh
- Bão số 3 (Ma-on) - Đổ bộ vào phía Bắc tỉnh Quảng Ninh
- Bão số 4 (Noru) - Đổ bộ vào phía Bắc tỉnh Quảng Nam
- Bão số 5 (Sonca) - Đổ bộ vào tỉnh Quảng Ngãi
- Bão số 6 (Nesat) - tan ở phía Nam Vịnh Bắc Bộ
- Bão số 7 (Nalgae) - Đổ bộ vào miền Nam Trung Quốc

- Áp thấp nhiệt đới tháng 8 (08W) - Đổ bộ vào miền Nam Trung Quốc
- Áp thấp nhiệt đới tháng 10 (25W) - Tan ở Bắc Biển Đông.

Chú ý
- Nếu bão ở trên biển Đông đang hoạt động mà chưa đến đất liền thì được coi như là Chưa đổ bộ, còn nếu bão vào đất liền thì được coi như là Đổ bộ vào tỉnh nào/Khu vực nào. Tỉnh ven biển đầu tiên mà tâm bão đi qua tại Việt Nam được tính là nơi đổ bộ chính thức của bão ở nước ta.